# Arthur Vincent Aston
Arthur Vincent Aston, född 1896 i Chester, England, död 1981, var en brittisk konsul. Aston var den första brittiska rådgivaren för Perak efter avskaffandet av British Resident of Perak. Han levde på Pinang från 1948 till 1951.
Aston tilldelades Order of St. Michael and St. George och MC 1950.